# Adi Gordon
Adi Gordon, en hébreu : עדי גורדון, né le 4 mars 1966, à Binyamina, en Israël, est un joueur israélien de basket-ball. Il évolue durant sa carrière au poste de meneur.

## Palmarès
- Coupe d'Israël 1996, 1997